# 뉴욕 시경 제9관할구
뉴욕 시경 제9관할구(NYPD 9th Precinct)는 뉴욕 시의 경찰 관할구 중 하나이다. 뉴욕 시경찰국의 77개 관할구 중 하나이며, 그 경계는 북쪽으로 이스트 14번가, 서쪽으로 브로드웨이, 남쪽으로 이스트 휴스턴 가, 동쪽으로 이스트 강이다. 면적은 4분의 3 평방마일이며, 대략 이스트빌리지, 알파벳시티, 노호와 일치한다.
이 관할구에서 일어난 중요 사건으로는 애스터플레이스 폭동, 뉴욕 징병거부 폭동, 톰킨스 스퀘어 공원 폭동, 알렉산더 터니 스튜어트 시체 도굴 사건, 대니얼 라코위츠의 식인살인사건, 잭 애보트 사건 등이 있다.